# Metrosideros umbellata
Espèce
Répartition géographique
Metrosideros umbellata est une espèce de plantes à fleurs de la famille des Myrtaceae. C'est un arbre endémique à la Nouvelle-Zélande. Il peut mesurer jusqu'à 15 m ou plus haut avec un tronc jusqu'à 1 m de diamètre. Il produit des masses de fleurs rouges en été. Contrairement à Metrosideros robusta, cette espèce pousse rarement en épiphyte.